# Panzerzug Grosny
Der Panzerzug Grosny (russisch Бронепоезд Грозный Bronepojesd Grosny) war ein Panzerzug der Weißen Armee aus der Zeit des Russischen Bürgerkrieges.

## Geschichte
Im April 1919 wurde der Panzerzug Nummer 4 in Grosny aufgestellt. Aufgrund dessen erhielt der Panzerzug auch den Namen Grosny.

## Technische Daten

### Artilleriewagen
Der erste Artilleriewagen wurden im Werk Sudostal in Noworossijsk gebaut. Zu Beginn verfügte er über eine britische 12,7-cm-Kanone. Aufgrund von technischer und betrieblicher Probleme wurde diese Art der Kanone aus den Panzerzügen entfernt und durch eine 15,2-cm-L/45 Kanone M1892 ersetzt.
Der zweite Artilleriewagen im Panzerzug Grosny verfügte von Anfang an über eine 15,2-cm-L/45 Kanone M1892.

## Einsatz
Zum ersten Einsatz des Panzerzug Grosny kam es im Juni 1919. Zu dieser Zeit gehörte er zur 2. Panzerzugdivision, welche im Donbass aktiv war. Einen Monat später geriet er in mehrere Duelle gegen Panzerzüge der Roten Armee auf dem Bahnhof Saschnoje in der Nähe von Belgorod.
Im weiteren Verlauf des Krieges wurde der Panzerzug Grosny der 4. Panzerzugdivision zugeteilt, in welcher auch der Panzerzug Orjol und der Panzerzug Slawa Ofizeru eingesetzt wurden. Ab dem 23. Juli 1920 unterstützten die drei Panzerzüge die Offensive des Drozdovsky-Regiments in der Nähe des Bahnhofes von Kirikowka.
Vom 10. bis 12. August 1920 wurden die Panzerzüge Grosny, Slawa Ofizeru und Ioann Kalita in ein Artillerieduell mit drei Panzerzügen der Roten Armee verwickelt. Unter den Panzerzügen der roten Armee befand sich auch der Panzerzug Tschernomorez, welcher mit mehreren 10,7-cm-Langstreckengeschützen bewaffnet war. Am Abend des 12. August wurde der Panzerzug Grosny von der Front abgezogen und dem Chef der 3. Infanteriedivision unterstellt.
Am Morgen des 16. August nahm der Panzerzug Grosny, zusammen mit dem Panzerzug Drosdowez, eine Stellung an der Eisenbahnbrücke in der Nähe von Sudscha ein. Kurz darauf begannen sie mit dem Beschuss des Bahnhofes von Lokinskaja unter Beschuss und unterstützten so den Angriff der eigenen Infanterie. Mit dem Beginn der Rückzugskämpfe, musste sich der Panzerzug Grosny bis hinter den Fluss Psjol zurückziehen.
Am 3. Dezember 1919 wurde der Panzerzug bei weiteren Rückzugskämpfen im Donbass aufgegeben und gesprengt.

## Zugpersonal
- Zugkommandant Oberst Wladimir Pawlowitsch Barkalow (6. August 1919 – 19. September 1919)
- Zugkommandant Oberst Wiktor Konstantinowitsch Fjodorow (19. September 1919 – 3. Dezember 1919)

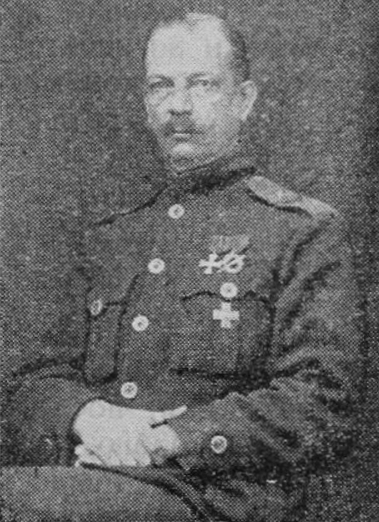
Oberst Barkalov
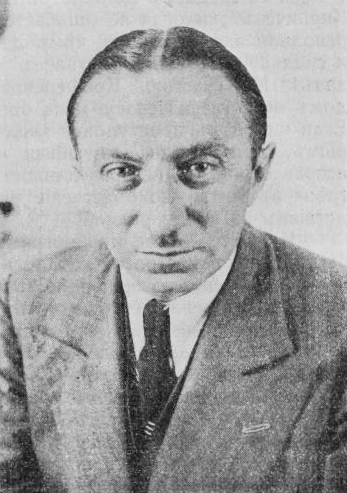
Oberst Fjodorow